# Sergio Iritale
Sergio Iritale (Crotone, 3 novembre 1949) è un politico italiano, già presidente della Provincia di Crotone dal 2004 al 2009.

## Biografia
Compiuti gli studi superiori al Liceo classico Pitagora di Crotone, si laureò in Economia e commercio all'Università degli Studi di Messina. È stato agente generale della RAS nel 1971, consigliere comunale di Crotone nel 1978, assessore comunale dal 1983 al 1988, presidente della Pro Loco dal 1989 al 1993, assessore provinciale dal 1995 al 1998 e coordinatore cittadino del PDS dal 1998 al 1999. Inoltre è stato membro effettivo della Banca Popolare di Crotone, dell'Unione commercianti, dell'aeroporto di Crotone, responsabile dell'area marina protetta di Isola di Capo Rizzuto, presidente dell'Associazione "Maggio crotonese" e promotore del Museo di arte contemporea di Krotone (l'attuale MACK). È iscritto all'albo dei revisori contabili, degli agenti di assicurazioni e dei promotori finanziari. In seguito, aderisce ai DS.

### Carriera politica
Militante dei Democratici di Sinistra, è stato assessore della Provincia di Crotone nel primo mandato elettivo dalla costituzione dell'Ente, dal 1995 al 1999, nella Giunta provinciale guidata da Carmine Talarico, esponente dello stesso partito.
È stato poi eletto Presidente della Provincia nel turno elettorale del 2004 (elezioni del 12 e 13 giugno), raccogliendo il 50,7% dei voti in rappresentanza di una coalizione di centrosinistra. Nel luglio 2007 si consuma una spaccatura all'interno della sua maggioranza fra Iritale e La Margherita, quest'ultima diretta dal consigliere regionale Enzo Sculco: Iritale espelle dalla giunta provinciale i due rappresentanti della Margherita e così farà, anche in seguito, con altri assessori. La crisi si ricompone quando una parte dell'ex-Margherita (nel frattempo confluita nel PD) aderisce alla linea di Iritale e consente di mantenere la maggioranza.
Nel 2007 è stato eletto coordinatore del PD per la Provincia di Crotone.
Successivamente, a causa di divari tra le correnti interne al partito, alle elezioni provinciali del 2009 si sono votate due diverse leadership e il candidato a segretario sostenuto da Iritale, Giuseppe Corigliano (già segretario dei DS) risulta in minoranza col 41,76%. Ciò fa avviare, nel PD, un superamento della guida provinciale.
Il partito - alle successive elezioni del 2009 - non ricandida il presidente uscente, ma l'ex assessore regionale Ubaldo Schifino.
Iritale si è presentato ugualmente alla competizione elettorale, sostenuto da liste civiche e da alcuni partiti del centrosinistra (tra cui il PdCI e una parte di SEL), ottenendo il 20,5% dei voti ma arrivando terzo dietro ad Ubaldo Schifino (33,2%) e al candidato del PdL Stanislao Zurlo (29,7%). Quest'ultimo si aggiudicherà, poi, il ballottaggio conferendo al centrodestra - per la prima volta dall'istituzione della Provincia di Crotone - la guida dell'Ente. Entrato in Consiglio provinciale, Iritale si è dimesso il 17 marzo 2010.
Dal 2011 al 2016 è stato consigliere comunale di Crotone, eletto nella lista di Sinistra Ecologia Libertà, all'interno della coalizione di centrosinistra guidata dal Sindaco Peppino Vallone (PD), al suo secondo mandato amministrativo.
Dal 12 ottobre 2014 al 12 gennaio 2017, ha ricoperto anche il ruolo di consigliere provinciale di Crotone, nell'ambito delle elezioni di secondo grado introdotte dalla Legge n. 56/2014 (Riforma Delrio), presentandosi nella lista del PD.
Alle elezioni regionali del 2014 si è candidato anche al Consiglio regionale della Calabria, nella lista "La Sinistra", riportando 1.172 preferenze nella circoscrizione "Centro", senza tuttavia essere eletto.